# Estopiñán del Castillo
Estopiñán del Castillo (en catalán: Estopanyà) es un municipio español de la Ribagorza, en la provincia de Huesca, Aragón. Está situado en la cuenca del río Guart, afluente del río Noguera Ribagorzana. La capital (Estopiñán) tiene 79 habitantes según el INE de 2023. Comprende las poblaciones de Caserras del Castillo, Estopiñán (capital del municipio), y Saganta. En su término se ubica el despoblado de Soriana.

## Historia
Estopiñán fue reconquistado por Ramón Berenguer I (1023-1076), conde de Barcelona entre 1058 y 1059 siguiendo la estrategia de poner freno a la expansión del reino aragonés en esa zona. En tiempos del rey Alfonso I de Aragón, Estopiñán y entorno pertenecían al conde de Barcelona. Ramón Berenguer III (1082-1131) se las pasó en herencia en 1130 a su hijo. Desde entonces fueron parte del Condado de Ribagorza. El rey Jaime II de Aragón traspasó en 1292 algunos castillos y villas de la Ribagorza a Felipe Saluces, esto es, integrándolas en la baronía de Castro. Estopiñán y Viacamp se reintegraron al condado de Ribagorza. Juan II de Aragón cedió a Rodrigo García de Villalpando las rentas de esa zona.

## Demografía
Estopiñán del Castillo cuenta con una población de 136 habitantes (INE 2024).
| Gráfica de evolución demográfica de Estopiñán entre 1842 y 1960 |
| |
| Población de derecho según los censos de población del INE Población de hecho según los censos de población del INEEntre el censo de 1857 y el anterior, crece el término del municipio porque incorpora a Saganta y Soriana Entre el censo de 1970 y el anterior, este municipio desaparece porque se integra en el municipio Estopiñán de Castillo |

| Gráfica de evolución demográfica de Estopiñán del Castillo entre 1970 y 2021 |
| |
| Población de derecho según los censos de población del INE Población de hecho según los censos de población del INEEntre el censo de 1970 y el anterior, aparece este municipio porque se fusionan los municipios 22554 (Caserras del Castillo) y 22569 (Estopiñán) |

## Administración y política
| Período   | Alcalde                     | Partido |  |
| --------- | --------------------------- | ------- |  |
| 1979-1983 | Vicente Quintilla Larregola | UCD     |  |
| 1983-1987 |                             |         |  |
| 1987-1991 |                             |         |  |
| 1991-1995 |                             |         |  |
| 1995-1999 |                             |         |  |
| 1999-2003 |                             |         |  |
| 2003-2007 |                             |         |  |
| 2007-2011 | Antonio Lloan Fuste         | PP      |  |
| 2011-2015 | Antonio Lloan Fuste         | PP      |  |
| 2015-2019 | Agustín Larrégola Ferrer    | PP      |  |

| Partido político    | Partido político                                   | 2003   | 2007   | 2011   | 2015   |
| Partido político    | Partido político                                   | Ediles | Ediles | Ediles | Ediles |
|                     | Partido Popular de Aragón (PP)                     | 2      | 2      | 4      | 4      |
|                     | Partido de los Socialistas de Aragón (PSOE-Aragón) | —      | 2      | 1      | 1      |
|                     | Partido Aragonés (PAR)                             | —      | —      | —      | —      |
|                     | Chunta Aragonesista (CHA)                          | 1      | 1      | —      | —      |
|                     | Independientes de Estopiñán del Castillo (IEC)     | —      | —      | —      | —      |
| Total de concejales | Total de concejales                                | 3      | 5      | 5      | 5      |

## Patrimonio
- Iglesia parroquial de San Salvador de estilo gótico aragonés, del siglo XVI.[7][17]

## Fiestas locales
- 6 de agosto, en honor a San Salvador.[18]
- 12 de octubre, feria.[18]

## Hijos e hijas ilustres
- Antoni Puch Ferrer (Estopiñán, 1888 - Auterive (Alto Garona), 1944), periodista. Su padre fue Antonio Puch Castarlenas (Camporrélls, 1849-1905),[19] médico cirujano[20][21][22] y miembro del grupo fundador del Colegio Médico Provincial de Huesca (1898).[23]
- Mari Pau Huguet (Estopiñán, 1963), presentadora de televisión.